# Liste von Sakralbauten im Landkreis Meißen
Die Liste von Sakralbauten im Landkreis Meißen gibt eine möglichst vollständige Übersicht der im Landkreis Meißen im mittleren Osten des Landes Sachsen vorhandenen relevanten Sakralbauten mit ihrem Status, Adresse, Koordinaten und einer Ansicht (Stand Juni 2023).

## Kapellen
| Artikel                                    | Beschreibung | Gemeinde    | Ort                 | Bild           | Koordinaten                 |
| ------------------------------------------ | --- | ----------- | ------------------- | -------------- | --------------------------- |
| Allerheiligenkapelle                       | Dreijochige rechteckige Kapelle an der Ostseite des Kreuzgangs des Meißner Doms                                                    | Meißen      | Domplatz            |                | 51° 9′ 59″ N, 13° 28′ 20″ O |
| Dorfkapelle Polenz                         | Schlichter Putzbau 1737, westlich abgewalmtes Satteldach und Dachreiter 1894, im Innern bemalte Emporen, um 1737                   | Klipphausen | Polenz              |                | 51° 7′ 16″ N, 13° 27′ 19″ O |
| Friedhofskapelle Radebeul-Ost              | Rechteckbau, Putzbau mit Sandsteingliederungen von Schilling & Graebner                                                            | Radebeul    | Radebeul-Ost        | weitere Bilder | 51° 5′ 51″ N, 13° 40′ 3″ O  |
| Friedhofskapelle Weistropp                 | Historisierendes Bauwerk im Rundbogenstil, bez. 1879                                                                               | Klipphausen | Weistropp           |                | 51° 5′ 3″ N, 13° 34′ 52″ O  |
| Fürstenkapelle                             | Kapelle vor der Westfassade des Meißner Doms                                                                                       | Meißen      | Domplatz            |                | 51° 9′ 58″ N, 13° 28′ 16″ O |
| Georgskapelle                              | Kapelle im südlichen Winkel zwischen Westfassade und Fürstenkapelle des Meißner Doms                                               | Meißen      | Domplatz            |                | 51° 9′ 58″ N, 13° 28′ 16″ O |
| Johanneskapelle (Meißner Dom)              | Zweigeschossige frühgotische achteckige Kapelle im Winkel zwischen Querhaus und Langhaus                                           | Meißen      | Domplatz            |                | 51° 9′ 58″ N, 13° 28′ 18″ O |
| Johanneskapelle Naundorf-Zitzschewig       | Kapelle auf dem Friedhof Naundorf-Zitzschewig                                                                                      | Radebeul    | Naundorf (Radebeul) | weitere Bilder | 51° 7′ 0″ N, 13° 36′ 41″ O  |
| Kapelle Sachsdorf                          | Schlichter barocker Sakralbau mit Dachreiter, interessant gestaltete Fenster, schönes Segmentbogenportal. Kanzelaltar Ende 18. Jh. | Klipphausen | Sachsdorf           | weitere Bilder | 51° 4′ 8″ N, 13° 32′ 12″ O  |
| Kapelle Albrechtsburg                      | Schlosskapelle der Albrechtsburg, in Kapellenturm auf der Elbseite des Schlosses eingebaute spätgotische Kapelle mit Zellengewölbe | Meißen      | Albrechtsburg       |                | 51° 10′ 0″ N, 13° 28′ 18″ O |
| Martinskapelle (Meißen)                    | Romanische Kapelle auf dem Plossen, im Kern M. 12. Jh., heute Friedhofskapelle                                                     | Meißen      | Plossen             | weitere Bilder | 51° 9′ 37″ N, 13° 28′ 36″ O |
| Schlosskapelle Seerhausen                  | Kleine Saalkirche 1677 als Kapelle des ehem. Schlosses Seerhausen erbaut, Äußeres neuromanisch verändert                           | Stauchitz   | Seerhausen          |                | 51° 16′ 4″ N, 13° 15′ 13″ O |
| Schlosskapelle St. Trinitatis (Moritzburg) | Barockbau 1661–1672 nach Plan von Wolf Caspar von Klengel, Bestandteil von Schloss Moritzburg (Sachsen)                            | Moritzburg  | Schloss Moritzburg  | weitere Bilder | 51° 10′ 3″ N, 13° 40′ 47″ O |

## Kirchengebäude
| Artikel                                                           | Beschreibung | Gemeinde      | Ort                      | Bild            | Koordinaten                  |
| ----------------------------------------------------------------- | --- | ------------- | ------------------------ | --------------- | ---------------------------- |
| Alte Kirche (Coswig)                                              | Spätgotische Saalkirche, zur Renaissancezeit überformt, mit stimmungsvollem Innern | Coswig        | Coswig                   | weitere Bilder  | 51° 7′ 34″ N, 13° 34′ 45″ O  |
| Christus König (Radebeul)                                         | Katholische Kirche, Neubau 2001 nach Plänen von G. Behnisch und G. Staib | Radebeul      | Radebeul                 | weitere Bilder  | 51° 6′ 23″ N, 13° 39′ 10″ O  |
| Dorfkirche Bärnsdorf                                              | Kirche mit Kirchenausstattung, Kirchhof, Kirchhofsmauer und dort eingelassener Reliefplatte in der Aufgangsmauer – Saalkirche mit polygonalem Chor und Westturm, Kirchenbau im Rundbogenstil des 19. Jahrhunderts | Radeburg      | Bärnsdorf                | weitere Bilder  | 51° 9′ 51″ N, 13° 43′ 50″ O  |
| Dorfkirche Blochwitz                                              | 1668 durch Umbau eines gotischen Vorgängers entstandene Saalkirche mit eingezogenem Chor | Lampertswalde | Blochwitz                | weitere Bilder  | 51° 21′ 13″ N, 13° 41′ 26″ O |
| Dorfkirche Bloßwitz                                               | Große Saalkirche A. 16. Jh. Verputzter Bruchsteinbau mit Dreiachtelschluss, barocke Ausstattung | Stauchitz     | Bloßwitz                 | weitere Bilder  | 51° 15′ 36″ N, 13° 13′ 20″ O |
| Dorfkirche Burkhardswalde (Klipphausen)                           | Dreischiffige Hallenkirche der Spätgotik, von malerischer Wirkung auf einem Hügel über dem Dorf gelegen | Klipphausen   | Burkhardswalde           | weitere Bilder  | 51° 4′ 26″ N, 13° 25′ 47″ O  |
| Dorfkirche Deutschenbora                                          | 1698 Neubau der Saalkirche, Westturmaufbau 1759 | Nossen        | Deutschenbora            | weitere Bilder  | 51° 3′ 37″ N, 13° 21′ 36″ O  |
| Dorfkirche Frauenhain                                             | Zweischiffiger verputzter Bruchsteinbau 14. Jh., 1588 erweitert, 1733/48 barock umgebaut | Röderaue      | Frauenhain               | weitere Bilder  | 51° 23′ 16″ N, 13° 28′ 23″ O |
| Dorfkirche Großdittmannsdorf                                      | Kirche (mit Ausstattung), Kirchhof mit Kirchhofsmauer, Grabmal Papsdorff und Kriegerdenkmal für die Gefallenen des 1. Weltkrieges – barocke Saalkirche, in späterer Zeit mehrfach verändert, über dem Westgiebel mächtiger Dachreiter, Kirchhof                                                                               | Radeburg      | Großdittmannsdorf        | weitere Bilder  | 51° 11′ 54″ N, 13° 46′ 20″ O |
| Dorfkirche Heynitz                                                | Schlichte barocke Saalkirche von 1740 auf älterer Grundlage | Nossen        | Heynitz                  | weitere Bilder  | 51° 5′ 33″ N, 13° 23′ 7″ O   |
| Dorfkirche Koselitz                                               | Schlichter verputzter Saalbau mit dreiseitig geschlossenem Chor aus der 2. Hälfte des 17. Jh. | Röderaue      | Koselitz                 | weitere Bilder  | 51° 22′ 49″ N, 13° 25′ 31″ O |
| Dorfkirche Leutewitz                                              | Schlichte Saalkirche mit dreiseitigem Schluss und Westturm, datiert 1803 | Riesa         | Leutewitz                | weitere Bilder  | 51° 17′ 33″ N, 13° 22′ 32″ O |
| Dorfkirche Linz                                                   | Evangelische Pfarrkirche – schlichte barocke Saalkirche mit Dachreiter und Satteldach von 1575. Durchgreifende Erneuerung 1859 und nach 1945, im Osten dreiseitiger Chor | Schönfeld     | Linz                     | weitere Bilder  | 51° 20′ 33″ N, 13° 44′ 1″ O  |
| Dorfkirche Miltitz                                                | Schlichte Saalkirche 1738–1740 mit Turm 1816 | Klipphausen   | Miltitz                  | weitere Bilder  | 51° 6′ 17″ N, 13° 24′ 16″ O  |
| Dorfkirche Naustadt                                               | Nachgotischer Bau geprägt von einem neuromanischen Umbau von 1897, wertvolle Innenausstattung, Kirchhof mit Grabmälern des 16. bis 19. Jahrhunderts | Klipphausen   | Naustadt                 | weitere Bilder  | 51° 6′ 48″ N, 13° 30′ 30″ O  |
| Dorfkirche Nauwalde                                               | Saalkirchenneubau 1905 anstelle einer Fachwerkkirche von 1716 | Gröditz       | Nauwalde                 | weitere Bilder  | 51° 25′ 20″ N, 13° 24′ 27″ O |
| Dorfkirche Neckanitz                                              | Saalkirche 1549, Putzbau mit Satteldach und Dachreiter | Lommatzsch    | Neckanitz                | weitere Bilder  | 51° 11′ 1″ N, 13° 14′ 51″ O  |
| Dorfkirche Nieska                                                 | Schlichter barocker oktogonaler Zentralbau 1750/51 | Gröditz       | Nieska                   | weitere Bilder  | 51° 25′ 44″ N, 13° 21′ 30″ O |
| Dorfkirche Paußnitz                                               | Weithin sichtbarer Saalbau in Bruchstein mit eingezogenem Chor, 1886 neu erbaut unter Verwendung des gotischen Westturms | Strehla       | Paußnitz                 | weitere Bilder  | 51° 23′ 15″ N, 13° 11′ 37″ O |
| Dorfkirche Ponickau                                               | Stattliche Saalkirche, unter Verwendung eines romanischen Vorgängerbauwerks 1589 erbaut | Thiendorf     | Ponickau                 | weitere Bilder  | 51° 20′ 31″ N, 13° 46′ 18″ O |
| Dorfkirche Raußlitz                                               | Saalbau, im 18. Jh. unter Verwendung spätmittelalterlicher Bauteile neu errichtet, mit mehreren Anbauten | Nossen        | Raußlitz                 | weitere Bilder  | 51° 6′ 35″ N, 13° 18′ 54″ O  |
| Dorfkirche Reichenberg (Moritzburg)                               | Im Kern romanische Saalkirche, Chorneubau und Sakristei 1513/14, barocker Umbau 1729–35 | Moritzburg    | Reichenberg              | weitere Bilder  | 51° 7′ 45″ N, 13° 40′ 44″ O  |
| Dorfkirche Rothschönberg                                          | Saalkirche mit Südturm von 1829 mit Einbeziehung von Teilen eines spätgot. Vorgängers, Umgestaltungen unter Woldemar Kandler 1883 | Klipphausen   | Rothschönberg            | weitere Bilder  | 51° 4′ 1″ N, 13° 23′ 39″ O   |
| Dorfkirche Rüsseina                                               | Stattlicher Saalbau 1782–1786 erbaut, Chorturm wohl von mittelalterlichem Vorgänger | Nossen        | Rüsseina                 | weitere Bilder  | 51° 6′ 38″ N, 13° 15′ 40″ O  |
| Dorfkirche Schönfeld                                              | Schlichte Saalkirche mit Satteldach und Westturm, wohl mittelalterlichen Ursprungs, von barocken Umbauten geprägt, Evangelische Pfarrkirche. | Schönfeld     | Schönfeld                | weitere Bilder  | 51° 18′ 14″ N, 13° 42′ 25″ O |
| Dorfkirche Skassa                                                 | Zeittypische Patronatskirche 1756–58 errichtet, schlichtes Äußeres, Westturm erst 1856 vollendet | Großenhain    | Skassa                   | weitere Bilder  | 51° 17′ 20″ N, 13° 28′ 32″ O |
| Dorfkirche Skäßchen                                               | Verputzter Saalbau im Jugendstil nach Entwurf von Paul Lange | Großenhain    | Skäßchen                 | Bild gesucht BW | 51° 20′ 23″ N, 13° 35′ 7″ O  |
| Dorfkirche Sora                                                   | Saalkirche mit markantem Westturm und Sakristei im Osten sowie Emporen und wertvoller Ausstattung im Innern, Zeugnis barocker Kirchenbaukunst, weithin sichtbare Landmarke | Klipphausen   | Sora (Klipphausen)       | weitere Bilder  | 51° 4′ 49″ N, 13° 29′ 58″ O  |
| Dorfkirche Spansberg                                              | Neubau 1665–1667 anstelle eines Vorgängerbauwerks, verputzter Bruchsteinbau mit Dreiseitschluss | Gröditz       | Spansberg                | weitere Bilder  | 51° 25′ 6″ N, 13° 23′ 34″ O  |
| Dorfkirche Steinbach und Kriegerdenkmal                           | Kleine schlichte Saalkirche, wahrscheinlich romanischen Ursprungs, im 16. und 17. Jahrhundert umgestaltet. Verputzter Bruchsteinbau mit eingezogenem, gerade geschlossenem Chor, Satteldach und Dachreiter. | Moritzburg    | Steinbach                | weitere Bilder  | 51° 12′ 27″ N, 13° 37′ 45″ O |
| Dorfkirche Strauch                                                | Kleiner Kirchenbau mit Apsis aus dem 15. Jahrhundert, 1567 erweitert, Turm 1864 | Großenhain    | Strauch                  | weitere Bilder  | 51° 21′ 58″ N, 13° 34′ 21″ O |
| Dorfkirche Wendischbora                                           | Saalkirche mit Dachreiter, einheitlich 1834 erbaut | Nossen        | Wendischbora             | weitere Bilder  | 51° 4′ 44″ N, 13° 20′ 39″ O  |
| Dorfkirche Würschnitz                                             | Schlichte Saalkirche mit Dachreiter, Evangelische Pfarrkirche. Kleiner Saalkirche aus der 1. H. 18. Jh., wohl unter Verwendung eines Vorgängerbaus errichtet. Satteldach, im Westen Turm | Thiendorf     | Würschnitz               | weitere Bilder  | 51° 14′ 8″ N, 13° 47′ 44″ O  |
| Dorfkirche Zschaiten                                              | Schlichte Saalkirche mit halbrundem Schluss, vermutlich 13. Jh., 1495 erweitert, 1836 erneuert, dabei neuer massiver Turm | Nünchritz     | Zschaiten                | weitere Bilder  | 51° 17′ 58″ N, 13° 24′ 31″ O |
| Dorfkirche und Kirchhof Peritz: Kirche und Kriegerdenkmal         | Kirche: einfach gestalteter Putzbau mit großen Segmentbogenfenstern, gerader Chorabschluss, oktogonaler Dachreiter mit Zeltdach | Wülknitz      | Peritz                   | weitere Bilder  | 51° 20′ 58″ N, 13° 25′ 29″ O |
| Evangelische Kirche Gröditz                                       | Saalkirche mit Westturm, Ziegelsteinbau im Rundbogenstil des 19. Jahrhunderts, Architekt: Theodor Quentin. Neuromanische Saalkirche mit Westturm, erbaut 1890/91 | Gröditz       | Gröditz                  | weitere Bilder  | 51° 24′ 47″ N, 13° 26′ 54″ O |
| Johanneskirche und Kirchhof Staucha                               | Imposante neogotische Basilika mit hohem Westturm und zwei niedrigeren Türmen am Ostschluss, großer Kirchhof mit benachbartem Friedhof. | Stauchitz     | Staucha                  | weitere Bilder  | 51° 13′ 20″ N, 13° 13′ 18″ O |
| Kirche Bärwalde                                                   | Saalkirche mit Westturm im Rundbogenstil, 19. Jh. | Radeburg      | Bärwalde                 | weitere Bilder  | 51° 12′ 3″ N, 13° 40′ 28″ O  |
| Kirche Taubenheim (Klipphausen)                                   | Kirche ein Saalbau mit Chor, Dachreiter und diversen Anbauten bedeutsames Zeugnis der Kirchenbaukunst insbesondere des 16. Jahrhunderts, bemerkenswert auch die romanischen Bauteile, herausragend die Felderdecke mit Bemalung von 1650                                                                                      | Klipphausen   | Taubenheim               | weitere Bilder  | 51° 5′ 39″ N, 13° 27′ 56″ O  |
| Frauenkirche (Meißen)                                             | Spätgotische Hallenkirche 1450–1520, Turmabschluss 1547/49, Turm mit Porzellan-Carillon | Meißen        | Meißen                   | weitere Bilder  | 51° 9′ 46″ N, 13° 28′ 12″ O  |
| Friedenskirche zu Radebeul                                        | Neugotisch stilisierte Basilika mit spätgotischen Bauteilen, Turm im Kern 1477, nach Brand bis 1646 erneuert, barock und 1883/84 überarbeitet | Radebeul      | Radebeul                 | weitere Bilder  | 51° 6′ 14″ N, 13° 38′ 2″ O   |
| Heilig-Geist-Kirche (Weinböhla)                                   | Kirchengebäude der Katholischen Kirche in Weinböhla, seit 1950 Nutzung eines ehem. Gaststättengebäudes | Weinböhla     | Weinböhla                | weitere Bilder  | 51° 10′ 2″ N, 13° 35′ 8″ O   |
| Johanneskirche (Meißen-Cölln)                                     | Bedeutender neugotischer Kirchenbau von 1895–1898 von Theodor Quentin | Meißen        | Cölln                    | weitere Bilder  | 51° 9′ 34″ N, 13° 29′ 11″ O  |
| Katharinenkirche (Kreinitz)                                       | Neugotische Saalkirche mit Westturm, Ziegelbau, Architekt: Julius Zeißig, Leipzig, von baugeschichtlicher, ortshistorischer und kirchengeschichtlicher Bedeutung. | Zeithain      | Kreinitz                 |                 | 51° 22′ 26″ N, 13° 15′ 22″ O |
| Katharinenkirche Oberau (einschließlich Ausstattung) mit Kirchhof | Saalkirche mit Westturm, weithin sichtbare Landmarke, Zeugnis der Kirchenbaukunst vor allem aus dem 17. Jahrhundert, Grabmal wohl aus der ersten Hälfte des 19. Jahrhunderts. | Niederau      | Oberau (Niederau)        | weitere Bilder  | 51° 11′ 5″ N, 13° 33′ 23″ O  |
| Kirche Gohlis                                                     | Schlichter Emporensaal, Außenmauern 17. Jh., die Apsis um 1260, Turm spätgotisch, Langhaus im 17./18. Jh. verändert, im Innern tonnengewölbt | Zeithain      | Gohlis                   |                 | 51° 20′ 41″ N, 13° 17′ 20″ O |
| Kirche Wülknitz                                                   | Saalkirche mit eingezogenem Chor und Westturm, im Rundbogenstil des 19. Jahrhunderts, kirchengeschichtliche und ortshistorische Bedeutung, Kirche: schlichter Putzbau mit Anklängen an Neogotik, Eckbetonung durch Lisenen, drei Achsen, je zwei Fenster                                                                      | Wülknitz      | Wülknitz                 | weitere Bilder  | 51° 22′ 34″ N, 13° 24′ 13″ O |
| Kirche St. Jakobus (Niederau)                                     | Evangelische Pfarrkirche – Saalkirche mit eingestelltem Turm und Emporen im Innern, Kirchenbau mit spätklassizistischem Gepräge | Niederau      | Niederau                 | weitere Bilder  | 51° 10′ 39″ N, 13° 32′ 35″ O |
| Kirche Planitz                                                    | Barocke Saalkirche, Abbruch des urspr. Turmes 1770, hoher Dachreiter von 1802, im Innern umlaufende Doppelempore, Brüstungsfelder der Emporen mit ornamentaler Malerei des frühen 19. Jahrhunderts, barocker Kanzelaltar, auf dem Kirchhof Leichenhalle                                                                       | Käbschütztal  | Planitz (Käbschütztal)   |                 | 51° 9′ 0″ N, 13° 20′ 42″ O   |
| Kirche Merschwitz                                                 | Saalkirche mit querschiffartigen Anbauten und hohem Dachreiter, von barocker Wirkung, Saalkirche mit querschiffartigen Anbauten, 1806 nach Brand auf den alten Grundmauern des Vorgängerbaus erbaut | Nünchritz     | Merschwitz (Nünchritz)   | weitere Bilder  | 51° 15′ 54″ N, 13° 24′ 21″ O |
| St. Andreas (Zadel)                                               | Saalkirche mit Emporen, im Stil der frühen Neogotik, Vorgängerbau 1841 abgebrochen. Frühe neugotische Saalkirche von 1842, aufragend über dem rechten Elbufer | Diera-Zehren  | Zadel                    | weitere Bilder  | 51° 11′ 48″ N, 13° 25′ 45″ O |
| Kirche Striegnitz                                                 | Barocker Saalbau des späten 18. Jahrhunderts mit gründerzeitlichem Kirchturm. Saalbau, 1792 anstelle eines Vorgängerbaus errichtet, der Westturm von 1888. Restaurierung 1982 | Lommatzsch    | Striegnitz               |                 | 51° 13′ 27″ N, 13° 17′ 0″ O  |
| Kirche Krögis                                                     | Barocke Saalkirche mit kräftigem Dachreiter, im Innern klassizistisch umgestaltet. Große, 1733 geweihte Saalkirche, Mittelpunkt einer Urpfarrei, der Turm 1774 abgetragen und später erneuert | Käbschütztal  | Krögis                   | weitere Bilder  | 51° 7′ 14″ N, 13° 22′ 47″ O  |
| Johanniskirche Strießen                                           | Weithin sichtbare Kirche mit hohem schlankem Westturm, 1852/53, schlichte Saalkirche | Priestewitz   | Strießen                 | Bild gesucht BW | 51° 15′ 39″ N, 13° 29′ 45″ O |
| Kirche Naunhof (Ebersbach)                                        | Mehrfach umgebaute Saalkirche mit Südturm. Auf einer Anhöhe liegende Saalkirche mit Satteldach, nach 1578 errichtet. Quadrat. Turm mit Satteldach an der Südseite des Saals | Ebersbach     | Naunhof                  | weitere Bilder  | 51° 13′ 2″ N, 13° 37′ 35″ O  |
| Kirche Heyda                                                      | Saalbau des 19. Jahrhunderts mit barockem Westturm. Einfacher Kirchenbau, seit 1647 existierend, der 1798 einen barocken Turm erhielt, 1861–62 völliger Um- und Neubau mit Chor- und Sakristeianbau, um 1900 | Hirschstein   | Heyda (Hirschstein)      | weitere Bilder  | 51° 16′ 2″ N, 13° 20′ 25″ O  |
| Kirche Görzig                                                     | Schlichte Saalkirche mit Westturm. Evangelische Pfarrkirche. Schlichte, auffallend kleine, aber malerische Saalkirche von 1554. Im Jahr 1837 bis auf den Turm erneuert. | Großenhain    | Görzig (Großenhain)      |                 | 51° 21′ 45″ N, 13° 27′ 57″ O |
| Kirche Rödern                                                     | Saalkirche mit stattlichem Dachreiter, evangelische Pfarrkirche. Saalkirche, einheitlich nach 1650 errichtet. Der schlichte Bau mit Satteldach, an der Ostseite abgewalmt. | Ebersbach     | Rödern                   | weitere Bilder  | 51° 14′ 20″ N, 13° 42′ 4″ O  |
| Kirche Bauda                                                      | Stattliche historistische Saalkirche mit Westturm, evangelische Pfarrkirche, die auf einem Hügel gelegene, stattliche historistische Saalkirche mit Satteldach und Westturm 1856/57 erbaut. | Großenhain    | Bauda (Großenhain)       | weitere Bilder  | 51° 19′ 35″ N, 13° 28′ 13″ O |
| Dorfkirche Lichtensee                                             | 1895 unter Verwendung von Teilen des Vorgängerbauwerks erbaut, Architekt: Theodor Quentin; Altar in Neurenaissance-Formen, Orgel 1858, II/P 12. | Wülknitz      | Lichtensee (Wülknitz)    | weitere Bilder  | 51° 22′ 51″ N, 13° 22′ 32″ O |
| Dorfkirche Mehltheuer                                             | Schlichte barocke Saalkirche mit Westturm. Schlichte Saalkirche von 1747, Turm von 1777. Restaurierung 1936/37 und 1995. Verputzter Bruchsteinbau mit dreiseitig geschlossenem Chor und Satteldach | Hirschstein   | Mehltheuer (Hirschstein) | weitere Bilder  | 51° 14′ 45″ N, 13° 17′ 7″ O  |
| Kirche Wildenhain                                                 | Kirche im Rundbogenstil des 19. Jahrhunderts, Evangelische Pfarrkirche. Neuromanische Kirche, 1860/61 errichtet. Im Zweiten Weltkrieg beschädigt. Restaurierung des Inneren bis 1962. | Großenhain    | Wildenhain (Großenhain)  | weitere Bilder  | 51° 18′ 28″ N, 13° 28′ 33″ O |
| Kirche Prausitz                                                   | Stattlicher barocker Saalbau mit Mansarddach und wuchtigem Westturm. Stattlicher Saalbau, 1775–81 durch Samuel Locke erbaut, 1894/95 nach Osten erweitert. | Hirschstein   | Prausitz (Hirschstein)   | weitere Bilder  | 51° 15′ 28″ N, 13° 18′ 42″ O |
| Kirche Boritz                                                     | Schlichte barocke Saalkirche von 1754 mit historistischem Ostturm, der nach Blitzschlag 1888 vom Dresdner Architekten Christian Schramm in neugotischen Formen wiederaufgebaut wurde | Hirschstein   | Boritz                   | weitere Bilder  | 51° 16′ 26″ N, 13° 23′ 57″ O |
| Kirche Mautitz                                                    | Schlichte Saalkirche mit Westturm, schlichte Saalkirche. Um 1570 Erweiterung eines mittelalterlichen Baus (vermutlich Ausbau des Chors), 1767–79 Umbau, 1769 Westturm errichtet | Riesa         | Mautitz                  | weitere Bilder  | 51° 16′ 57″ N, 13° 13′ 42″ O |
| Kirche Ebersbach (Großenhain)                                     | Schlichte Saalkirche des 19. Jahrhunderts mit romanischem Westturm. Große, im Osten dreiseitig geschlossene Saalkirche mit Satteldach von 1864. Der Breitwestturm vom romanischen Vorgängerbau. | Ebersbach     | Niederebersbach          | weitere Bilder  | 51° 15′ 2″ N, 13° 39′ 27″ O  |
| Dorfkirche Oberebersbach                                          | Einfache Saalkirche im historistischen Stil, Teile der Kirche mittelalterlich (Westturm und Kirchenportal) im romanischen Stil. Evangelische Pfarrkirche. Saalkirche mit Satteldach Neubau von 1887 | Ebersbach     | Oberebersbach            | weitere Bilder  | 51° 14′ 10″ N, 13° 39′ 28″ O |
| Kirche Weida (Riesa)                                              | Schlichte Pfarrkirche in alter Ortslage Weida, Putzbau mit barockem Westturm, evangelische Pfarrkirche, heute Gemeindezentrum. Schlichte Saalkirche, A. 14. Jh. 1753 Turm angefügt | Riesa         | Weida (Riesa)            | Bild gesucht BW | 51° 17′ 56″ N, 13° 15′ 2″ O  |
| Kirche Berbisdorf (Radeburg)                                      | Neubau 1841/42 unter Verwendung eines barocken Turms von 1711, innen Saalkirche mit Holztonne, Emporen und Kanzelaltar | Radeburg      | Berbisdorf               | weitere Bilder  | 51° 11′ 19″ N, 13° 43′ 24″ O |
| Kirche Brockwitz                                                  | Im Kern wohl spätgotischer Westturm mit Welschen Giebeln, Saal Neubau 1737. | Coswig        | Brockwitz                | weitere Bilder  | 51° 7′ 51″ N, 13° 32′ 37″ O  |
| Kirche Canitz (Riesa)                                             | Im Kern mittelalterliche Saalkirche, Umbau 1693/97, 1975 wegen Baufälligkeit bis auf Umfassungsmauern abgetragen, Wiederaufbau 2019–2022, moderne Innenausstattung | Riesa         | Canitz                   | weitere Bilder  | 51° 18′ 48″ N, 13° 13′ 6″ O  |
| Kirche Dobra, Am Dobrabach                                        | Saalkirche von 1750, Innenraum und Ausstattung 1807, zwei Grabplatten der Familie von Boxberg | Thiendorf     | Dobra                    | weitere Bilder  | 51° 15′ 37″ N, 13° 46′ 29″ O |
| Kirche Dörschnitz                                                 | Historistischer Saalbau des 19. Jahrhunderts | Lommatzsch    | Dörschnitz               |                 | 51° 13′ 37″ N, 13° 18′ 43″ O |
| Kirche Glaubitz                                                   | Einschiffige Kirche von 1589, Turmhaube 1741, 1893/94 durch Theodor Quentin bis auf die Umfassungsmauern erneuert | Glaubitz      | Glaubitz                 | weitere Bilder  | 51° 19′ 6″ N, 13° 22′ 49″ O  |
| Kirche Großdobritz                                                | Stattliches Bauwerk in spätromanisch/frühgotischen Formen, 1882 von Gotthilf Ludwig Möckel | Niederau      | Großdobritz              | weitere Bilder  | 51° 12′ 49″ N, 13° 34′ 15″ O |
| Kirche Gröba                                                      | Langgestreckte Saalkirche von 1720, Turm 1774, Restaurierungen 1988 und 1992/94 | Riesa         | Gröba                    | weitere Bilder  | 51° 19′ 18″ N, 13° 17′ 13″ O |
| Kirche Gröbern (Niederau)                                         | Barocke Saalkirche mit Westturm, im Innern Emporen an den Längswänden (ursprünglich Doppelemporen), Kanzelaltar und im Altarraum eingelassene Grabplatten des 17./18. Jahrhunderts, Kirchhof mit Grabmälern des 19. Jahrhunderts                                                                                              | Niederau      | Gröbern                  | weitere Bilder  | 51° 11′ 14″ N, 13° 31′ 28″ O |
| Katholische Kirche Gröditz                                        | Katholisch, zeittypischer, für die Region und seine Entstehungszeit seltener Kirchenbau, traditionalistische Architektur, Anklänge an den Stil der Neoromanik. Saalkirche mit Westturm | Gröditz       | Gröditz                  | Bild gesucht BW | 51° 24′ 59″ N, 13° 27′ 14″ O |
| Kirche Jacobsthal                                                 | Kirche Jacobsthal – barocke Saalkirche mit Westturm. Evangelische Pfarrkirche. Wohl proportionierte, schön gegliederte Saalkirche mit Westturm, 1779 erbaut unter Curt Gottlob von Seydewitz | Zeithain      | Jacobsthal               | weitere Bilder  | 51° 22′ 48″ N, 13° 16′ 49″ O |
| Dorfkirche Lenz                                                   | Saalkirche mit Westturm, 1700–10 erbaut. Verputzter Bruchsteinbau mit steilem Satteldach und breitem dreiseitig geschlossenem Chor. | Priestewitz   | Lenz                     | weitere Bilder  | 51° 15′ 1″ N, 13° 32′ 55″ O  |
| Kirche Lorenzkirch                                                | Malerisch gelegene Saalkirche mit romanischem Ursprung, Westturm 1686 umgebaut, 18. Jh. Neubau des Saals, 1859 Innenerneuerung | Zeithain      | Lorenzkirch              | weitere Bilder  | 51° 21′ 17″ N, 13° 14′ 35″ O |
| Kirche Pausitz                                                    | Putzbau mit mächtigem Turm, 1752–55. 1835 und 1854 Restaurierung (innen), 1912 und 1970. Verputzter Bruchsteinbau mit dreiseitig geschlossenem Chor und Satteldach. An der Nord- und Südseite hohe, schmale Korbbogenfenster. Der dreigeschossige Turm mit achtseitigem Glockengeschoss, schiefergedeckter Haube und Laterne. | Riesa         | Pausitz                  |                 | 51° 17′ 19″ N, 13° 17′ 22″ O |
| Kirche Radeburg                                                   | Im Kern spätgotische Saalkirche, nach Bränden 1612 und 1718 wiederhergestellt, Westturm 1789, 1899 Anbau südl. Querhaus. Schlichter Putzbau mit Dreiachtelschluss. Barocker Altar, Kanzel nach 1718. | Radeburg      | Radeburg                 | weitere Bilder  | 51° 12′ 52″ N, 13° 43′ 31″ O |
| Kirche Reinersdorf                                                | Breitgelagerte Saalkirche um 1550 mit schlankem Westturm, beachtenswertes Komerstatt-Epitaph († 1559) | Ebersbach     | Reinersdorf              | weitere Bilder  | 51° 15′ 18″ N, 13° 37′ 7″ O  |
| Kirche Röderau                                                    | Kirche (mit Ausstattung), Kirchhof mit Einfriedungsmauer, schlichte barocke Saalkirche mit Westturm und polygonalem Chorschluss | Zeithain      | Röderau                  |                 | 51° 19′ 8″ N, 13° 19′ 18″ O  |
| Kirche Streumen                                                   | Schlichter Saal mit eingezogenem Chor und achteckigem Turm mit Haube, 1495 erbaut, 1594 umgebaut | Wülknitz      | Streumen                 | weitere Bilder  | 51° 21′ 30″ N, 13° 24′ 23″ O |
| Kirche Tanneberg                                                  | Einfacher Saalbau mit eingezogenem Chor und Dachreiter. Kurzes Schiff mit eingezogenem Chor, Flachdecke, hohes Dach mit aufwendigem Dachreiter. Altar und Kanzel um 1750, Taufe 1770, mehrere Grabmale | Klipphausen   | Tanneberg                | weitere Bilder  | 51° 3′ 17″ N, 13° 24′ 51″ O  |
| Kirche Tauscha, Am Teich                                          | Schlichte barocke Saalkirche mit Dachreiter, Altar von Kändler, baugeschichtliche und ortshistorische Bedeutung, 1650 unter Verwendung älterer Bauteile errichtet. | Thiendorf     | Tauscha                  | weitere Bilder  | 51° 15′ 59″ N, 13° 48′ 14″ O |
| Kirche Weistropp                                                  | Saalkirche 1601 neu erbaut, vielfach verändert, Putzbau mit eingez. Chor und Dreiachtelschluss | Klipphausen   | Weistropp                | weitere Bilder  | 51° 5′ 15″ N, 13° 35′ 3″ O   |
| Dorfkirche Ziegenhain                                             | Spätmittelalterlicher Saalbau, 1703/04 erhöht und barock überformt | Nossen        | Ziegenhain (Nossen)      | weitere Bilder  | 51° 8′ 10″ N, 13° 18′ 34″ O  |
| Lutherkirche                                                      | Repräsentativer Neubau 1891/92 im Neorenaissance-Stil von Schilling & Graebner, 1934 und 1973 wiederhergestellt | Radebeul      | Radebeul                 | weitere Bilder  | 51° 6′ 12″ N, 13° 40′ 21″ O  |
| Lutherkirche (Meißen)                                             | Neugotisches Bauwerk 1901–04 von Woldemar Kandler, eingreifender Umbau 1974–86 | Meißen        | Triebischtal             | weitere Bilder  | 51° 9′ 11″ N, 13° 27′ 30″ O  |
| Marienkirche (Großenhain)                                         | Origineller zentralbauartiger Neubau auf T-förmigem Grundriss unter Einbeziehung der Umfassungsmauern einer gotischen Hallenkirche | Großenhain    | Großenhain               | weitere Bilder  | 51° 17′ 33″ N, 13° 31′ 49″ O |
| Marienkirche Leuben                                               | Unterbau des Turms im Kern spätromanisch, um 1480 Neubau des Saals unter Verwendung älterer Teile, 1740 barocker Turmabschluss | Nossen        | Leuben-Schleinitz        | weitere Bilder  | 51° 9′ 49″ N, 13° 17′ 42″ O  |
| Martinskirche Lampertswalde                                       | Erhöht gelegene Saalkirche mit romanischem Ursprung, von malerischer Wirkung, Turm von 1694 mit Haube | Lampertswalde | Lampertswalde            | weitere Bilder  | 51° 21′ 13″ N, 13° 41′ 27″ O |
| Meißner Dom                                                       | Früh- bis spätgotische dreischiffige Hallenkirche mit neugotisch vollendeter Doppelturmfront, erstrangige gotische Steinfiguren, beachtenswerte Altäre und wertvolle Grabplatten | Meißen        | Meißen                   | weitere Bilder  | 51° 9′ 58″ N, 13° 28′ 17″ O  |
| Mietvilla Heinrich Völkel                                         | Atelierbau ehemals als katholische Kirche verwendet | Radebeul      | Radebeul                 | weitere Bilder  | 51° 6′ 30″ N, 13° 38′ 43″ O  |
| Moritzburger Kirche                                               | Einzeldenkmal der Sachgesamtheit Kirche und Friedhof Moritzburg: Kirche – Bau im neobarocken Stil mit Anklängen an den Jugendstil, Architekt: Richard Schleinitz | Moritzburg    | Moritzburg               | weitere Bilder  | 51° 9′ 24″ N, 13° 40′ 46″ O  |
| Nikolaikirche (Meißen)                                            | Urkundlich 1220, mehrfach um- und teilweise neugebaut, einschiffiger Bruchsteinbau mit langem gerade geschlossenen Chor, 1923/29 zu einer Gedenkstätte umgebwandelt | Meißen        | Meißen                   | weizere Bilder  | 51° 9′ 24″ N, 13° 28′ 10″ O  |
| Peter-Pauls-Kirche (Coswig)                                       | Ev. Stadtkirche (mit Ausstattung) – Zentralbau über griechischem Kreuz mit Turmfassade im Süden, Querarmen und Chor, dazu die komplette Ausstattung einschließlich Orgel und Vasa sacra, in Neorenaissanceformen errichtet | Coswig        | Coswig                   | weitere Bilder  | 51° 7′ 34″ N, 13° 34′ 59″ O  |
| Schlosskapelle Tiefenau                                           | Reich ausgestattete Saalkirche 18. Jh., ehem. Schlosskapelle, prachtvolle Innenausstattung von Benjamin Thomae und J. C. Kirchner, Orgel ehem. G. Silbermann, erneuert | Wülknitz      | Tiefenau                 | weitere Bilder  | 51° 23′ 28″ N, 13° 23′ 54″ O |
| Schlosskirche Jahnishausen                                        | Saalkirche von Schloss Jahnishausen über ovalem Grundriss, das Westportal vom Vorgängerbau 1663/66, Turm 1793 | Riesa         | Jahnishausen             | weitere Bilder  | 51° 16′ 23″ N, 13° 17′ 0″ O  |
| Schlosskirche Seußlitz                                            | Barocke Kirche von Schloss Seußlitz, erbaut 1725/27 von George Bähr unter Verwendung von Bauteilen des Klosters Seußlitz | Nünchritz     | Diesbar-Seußlitz         | weitere Bilder  | 51° 14′ 28″ N, 13° 25′ 4″ O  |
| St. Bartholomäus (Röhrsdorf)                                      | Barocke Saalkirche 1737–39, Ausstattung im Stil des Dresdner Barock | Klipphausen   | Röhrsdorf                | weitere Bilder  | 51° 5′ 44″ N, 13° 31′ 29″ O  |
| St. Benno (Meißen)                                                | Katholische Kirche, neugotische Hallenkirche 1885/87 | Meißen        | Meißen                   | weitere Bilder  | 51° 9′ 16″ N, 13° 27′ 54″ O  |
| St. Georgen (Zabeltitz)                                           | Einheitlicher Neubau von 1580/82, auf fast quadratischem Grundriss, im Westen Turm von 1753, Restaurierungen des Innern im 19. Jahrhundert | Großenhain    | Zabeltitz                | weitere Bilder  | 51° 21′ 15″ N, 13° 29′ 52″ O |
| St. Michaelis (Zehren)                                            | Weithin sichtbare, landschaftsprägende Kirche, 1756/75 anstelle eines Vorgängerbauwerks erbauter Putzbau mit Dreiachtelschluss | Diera-Zehren  | Zehren                   | weitere Bilder  | 51° 12′ 0″ N, 13° 24′ 14″ O  |
| St. Michael (Zeithain)                                            | Saalkirche der Renaissancezeit mit Ausstattung, schlanker Nordturm der Barockzeit, Renaissance-Kirchhofsportal | Zeithain      | Zeithain                 |                 | 51° 20′ 0″ N, 13° 20′ 17″ O  |
| St. Nikolaus (Constappel)                                         | Im Kern romanische, neuromanisch erneuerte Saalkirche, geprägt vom Umbau 1884/85 von Bernhard Schreiber | Klipphausen   | Constappel               | weitere Bilder  | 51° 6′ 17″ N, 13° 33′ 58″ O  |
| St. Urban (Meißen-Cölln)                                          | Im Kern romanische, barock erneuerte Saalkirche, danach noch mehrfach umgebaut | Meißen        | Cölln                    | weitere Bilder  | 51° 9′ 33″ N, 13° 29′ 4″ O   |
| St. Urban (Wantewitz)                                             | Neugotisches Bauwerk 1862/64 nach Entwurf von Christian Friedrich Arnold | Priestewitz   | Wantewitz                | weitere Bilder  | 51° 14′ 9″ N, 13° 30′ 3″ O   |
| St. Wenzel                                                        | Große spätgotische Hallenkirche mit einprägsamer Silhouette, 1504–1514, Turmfront im Kern romanisch, barocker Altar 1714 | Lommatzsch    | Lommatzsch               | weitere Bilder  | 51° 11′ 47″ N, 13° 18′ 31″ O |
| St. Wolfgang                                                      | Gotische Kapelle auf dem Friedhof des Ortsteils Obermeisa | Meißen        | Obermeisa                | weitere Bilder  | 51° 9′ 53″ N, 13° 27′ 39″ O  |
| St.-Martins-Kirche                                                | Neugotisches, reich gegliedertes Bauwerk in Quader- und Bruchstein von 1894 anstelle eines älteren Vorgängers von Theodor Quentin | Weinböhla     | Weinböhla                | weitere Bilder  | 51° 9′ 42″ N, 13° 33′ 50″ O  |
| Stadtkirche Nossen                                                | Saalkirche mit Turm, ursprünglich ein Renaissancebau, barock überformt, mit zwei älteren romanische Portalen aus dem ehemaligen Kloster Altzella | Nossen        | Nossen                   | weitere Bilder  | 51° 3′ 31″ N, 13° 18′ 1″ O   |
| Stadtkirche Strehla                                               | Reich ausgestattete Saalkirche aus dem 15./16. Jh., als Hallenkirche geplant, verputzter Bruchsteinbau mit eingezogenem Chor und Dreiseitschluss | Strehla       | Strehla                  | weitere Bilder  | 51° 21′ 12″ N, 13° 13′ 27″ O |
| Trinitatiskirche                                                  | Neuromanischer Zentralbau über kreuzförmigem Grundriss, 1895/97 von Jürgen Kröger | Riesa         | Riesa                    | weitere Bilder  | 51° 18′ 1″ N, 13° 18′ 12″ O  |
| Trinitatiskirche (Meißen-Zscheila)                                | Im Kern frühgotisch, mehrfach umgebaut, verputzter Bruchstein mit geradem Chorschluss | Meißen        | Zscheila                 | weitere Bilder  | 51° 10′ 17″ N, 13° 29′ 29″ O |

## Kloster
| Artikel                                             | Beschreibung | Gemeinde   | Ort        | Bild           | Koordinaten                  |
| --------------------------------------------------- | --- | ---------- | ---------- | -------------- | ---------------------------- |
| Domstift Meißen                                     | Kreuzgang, Allerheiligenkapelle und Chorumgang erhalten | Meißen     | Meißen     |                | 51° 9′ 58″ N, 13° 28′ 17″ O  |
| Franziskanerkloster Meißen                          | Schlichte gotische Hallenkirche 1350/1400, Chor nicht erhalten, jetzt Stadtmuseum Meißen                                                                                 | Meißen     | Meißen     | weitere Bilder | 51° 9′ 48″ N, 13° 28′ 22″ O  |
| Kloster Heilig Kreuz                                | Ehemaliges Kloster der Benediktinerinnen in Meißen, 1568 aufgelöst, als Ruine erhalten                                                                                   | Meißen     | Meißen     | weitere Bilder | 51° 10′ 30″ N, 13° 27′ 33″ O |
| Kloster St. Afra                                    | Ehemaliges Kloster der Augustiner-Chorherren, seit 1543 Fürsten- und Landesschule Sachsen                                                                                | Meißen     | Meißen     | weitere Bilder | 51° 9′ 53″ N, 13° 28′ 5″ O   |
| Klostermühle Panitz                                 | Wohngebäude und Scheune eines Mühlenanwesens; ersteres mit Fachwerkobergeschoss und Mansarddach, weitgehend authentisch erhaltene Gebäude (zum Kloster Staucha gehörend) | Stauchitz  | Panitz     | Bild gesucht   | 51° 15′ 12″ N, 13° 13′ 26″ O |
| Klosterruine des Nonnenklosters Großenhain          | Klosterruine des Maria-Magdalenen-Klosters, Bibliothek als erste deutsche Volksbücherei in Großenhain von ortshistorischer Bedeutung, heute Karl-Preusker-Bücherei       | Großenhain | Großenhain | weitere Bilder | 51° 17′ 30″ N, 13° 31′ 43″ O |
| Mauer des ehemaligen Klostergutes Rathausplatz 1; 2 | Ortsbildprägende Bruchsteinmauer, ortsgeschichtlich von Bedeutung. | Riesa      | Riesa      | Bild gesucht   | 51° 18′ 9″ N, 13° 18′ 51″ O  |
| Kloster Altzella                                    | Ehemalige Zisterzienserabtei in Sachsen | Nossen     | Altzella   | weitere Bulder | 51° 3′ 37″ N, 13° 16′ 35″ O  |
| Klosterkirche Sankt Marien (Riesa)                  | Langgestreckte Saalkirche, ehem. Benediktinerinnen-Klosterkirche, Kirche im 14. und 15. Jh. wiederholt durch Brand beschädigt, barocker Turm                             | Riesa      | Riesa      | weitere Bilder | 51° 18′ 10″ N, 13° 18′ 50″ O |
| Servitenkloster Großenhain                          | Ehemaliges Kloster in Großenhain, letzte Reste der Bauten 1839 abgetragen                                                                                                | Großenhain | Großenhain | Bild gesucht   | 51° 17′ 24″ N, 13° 31′ 51″ O |
| Servitenkloster Radeburg                            | Ehemaliges Kloster in Radeburg, keine Gebäude erhalten | Radeburg   | Radeburg   |                |                              |

## Pfarrhäuser
| Artikel                                                          | Beschreibung | Gemeinde         | Ort                | Bild            | Koordinaten                      |
| ---------------------------------------------------------------- | --- | ---------------- | ------------------ | --------------- | -------------------------------- |
| Dompropstei Meißen                                               | Beachtliches spätgotisches Bauwerk, mehrere Domherrenhöfe benachbart, Sitz des Hochstifts Meißen | Meißen           | Meißen             |                 | 51° 9′ 57,2″ N, 13° 28′ 15,2″ O  |
| Altes Diakonat und Nebengebäude Frauenhain                       | Putzbau von klassizistischer Wirkung, im Ensemble mit Pfarrhaus und Kirche, ortshistorische Bedeutung. Zweigeschossiger Putzbau, Wandöffnungsverhältnis intakt, Sandsteingewände, im Obergeschoss Fenster mit Verdachung, originale Haustür                       | Röderaue         | Frauenhain         | Bild gesucht BW | 51° 23′ 17″ N, 13° 28′ 22″ O     |
| Ehemaliger Pfarrhof Heynitz                                      | Pfarrhaus schlichter Putzbau, Seitengebäude mit Fachwerk-Obergeschoss, baugeschichtlich und ortsgeschichtlich von Bedeutung. Pfarrhaus außen verändert, im Innern die Raumaufteilung und Treppen erhalten. Scheune: Fachwerk, massiv untersetzt                   | Nossen           | Heynitz            | Bild gesucht BW | 51° 5′ 32″ N, 13° 23′ 5″ O       |
| Ehemaliges Pfarrhaus Koselitz                                    | Im Zusammenhang mit der Kirche von ortshistorischer Bedeutung. Zweigeschossiger verputzter Bau, z. T. originale Fenster, Wandöffnungsverhältnis zur Straßenseite verändert, Sandsteingewände, Walmdach mit doppelter Biberschwanzdeckung.                         | Röderaue         | Koselitz           | Bild gesucht BW | 51° 22′ 49″ N, 13° 25′ 30″ O     |
| Ehemaliges Pfarrhaus Striegnitz                                  | Obergeschoss Fachwerk, Mansarddach, baugeschichtlich und ortsgeschichtlich von Bedeutung. Obergeschoss Fachwerk, Mansarddach, schönes Türportal | Lommatzsch       | Striegnitz         |                 | 51° 13′ 31″ N, 13° 17′ 3″ O      |
| Ehemaliges Pfarrhaus Neckanitz                                   | Schlichter Putzbau mit hohem Krüppelwalmdach und schönem, klassizistischem Türportal, ortsbildprägende Lage unmittelbar am Kirchhof | Lommatzsch       | Neckanitz          | Bild gesucht BW | 51° 10′ 59″ N, 13° 14′ 51″ O     |
| Pfarrhaus Canitz                                                 | Pfarrhaus 1741 (Kirchgemeindehaus) und Seitengebäude 1835 (Wohnhaus) | Riesa            | Canitz             |                 | 51° 18′ 45″ N, 13° 13′ 6″ O      |
| Pfarrhof Großenhain                                              | Zwei gleichartig gestaltete, spätbarocke Häuser, Putzbauten mit Segmentbogenportal, beide Häuser wohl schon immer in Kirchenbesitz, Teil der historischen Stadtstruktur am Kirchplatz, baugeschichtlich von Bedeutung. Nummer 5 zweigeschossiger Putzbau          | Großenhain       | Großenhain         |                 | 51° 17′ 34″ N, 13° 31′ 49″ O     |
| Katholisches Pfarramt Radebeul                                   | Zweigeschossige „römische Villa“, 1876 von den Gebrüdern Zille errichtet | Radebeul         | Radebeul           |                 | 51° 6′ 23″ N, 13° 39′ 9,5″ O     |
| Pfarr- und Gemeindehaus Reichenberg (Moritzburg)                 | Ortsgeschichtlich und baugeschichtlich von Bedeutung, ein Fachwerkbau, 1913 im Heimatstil umgebaut, Pfarrhaus selbst kein Denkmal, Bruchsteinmauer um den Pfarrhof.                                                                                               | Moritzburg       | Reichenberg        |                 | 51° 7′ 47″ N, 13° 40′ 46″ O      |
| Pfarrhof Constappel                                              | Stattliches Pfarrhaus mit Mansarddach, Obergeschoss zum Teil in Fachwerk, Seitengebäude mit Fachwerk-Obergeschoss, baugeschichtlich und ortsgeschichtlich von Bedeutung. Pfarrhaus: teilw. Fachwerk, massiv untersetzt, Art Mansardwalmdach                       | Klipphausen      | Constappel         |                 | 51° 6′ 17″ N, 13° 33′ 58″ O      |
| Pfarrhaus Rüsseina                                               | Stattliches, ortsbildprägendes Gebäude, schlichter Putzbau, Krüppelwalmdach mit Fledermausgaupen, schönes Eingangsportal, baugeschichtlich und ortsgeschichtlich von Bedeutung.                                                                                   | Nossen           | Rüsseina           | weitere Bilder  | 51° 6′ 28″ N, 13° 15′ 40″ O      |
| Pfarrhaus Dobra                                                  | Obergeschoss Fachwerk verbrettert, eines der wenigen erhaltenen Fachwerkhäuser im Ort | Thiendorf        | Dobra              | weitere Bilder  | 51° 15′ 35″ N, 13° 46′ 24″ O     |
| Pfarrhaus Niederrödern                                           | In seiner Kubatur authentisch erhaltenes Gebäude, Obergeschoss Fachwerk verbrettert, baugeschichtlich und ortsgeschichtlich von Bedeutung. EG massiv, Obergeschoss Fachwerk, verbrettert, Walmdach mit Fledermausgaupe, doppelte Biberschwanz-Kronendeckung       | Ebersbach        | Niederrödern       | Bild gesucht    | 51° 14′ 19″ N, 13° 42′ 4″ O      |
| Pfarrhaus Frauenhain                                             | Putzfassade von klassizistischer Wirkung, ortsgeschichtliche und kirchengeschichtliche Bedeutung. Zweigeschossiger Putzbau auf Natursteinsockel, EG Putznutung, Obergeschoss Fensterverdachung mit Blendspiegel unter den Sohlbänken, Sandsteingewände            | Röderaue         | Frauenhain         | Bild gesucht    | 51° 23′ 17″ N, 13° 28′ 24″ O     |
| Pfarrhaus Zabeltitz                                              | Schlichter Putzbau, Satteldach mit Fledermausgaupen, ortsgeschichtlich von Bedeutung. zweigeschossiger Putzbau mit einfacher Putzgliederung, 7:3 Achsen, im Obergeschoss profilierte Steingewände, hohes Satteldach mit Biberschwanzdeckung                       | Großenhain       | Zabeltitz          |                 | 51° 21′ 16″ N, 13° 30′ 0″ O      |
| Pfarrhaus Röhrsdorf                                              | Charakteristischer ländlicher Putzbau mit axial gegliederter Fassade, Zwillingsfenster im Giebel, hohem Satteldach, Fledermausgaupen und Weinspalier, bildet zudem markantes Ensemble mit Kirche und Kirchhof                                                     | Klipphausen      | Röhrsdorf          |                 | 51° 5′ 44,8″ N, 13° 31′ 29,6″ O  |
| Pfarrhaus Reinersdorf                                            | Zweigeschossiger Massivbau mit einfacher Putzgliederung, ortsgeschichtlich von Bedeutung. hoher Sockel, zweigeschossiger Putzbau mit 7:3 Achsen, einfache Putzgliederung, Sandsteinfenstergewände, profilierte Sandsteintürgewände, Walmdach, Biberschwanzdeckung | Ebersbach        | Reinersdorf        | Bild gesucht BW | 51° 15′ 19″ N, 13° 37′ 5,6″ O    |
| Pfarrhaus Strauch                                                | Bau mit Heimatstileinflüssen, ortshistorische Bedeutung. zweigeschossiger Putzbau auf rechtwinkligem Grundriss, Fensterläden, Obergeschoss und Giebel Holzverkleidung, ein Gebäudeflügel mit hohem Walmdach und zwei Fledermausgaupen                             | Großenhain       | Strauch            | Bild gesucht BW | 51° 21′ 56″ N, 13° 34′ 20,5″ O   |
| Pfarrhaus Dörschnitz                                             | Schlichter Putzbau mit schönem Sandsteinportal, baugeschichtlich und ortsgeschichtlich von Bedeutung. massiver Bau, Krüppelwalmdach, zwei Sandsteinportale (eines bezeichnet 1823, das andere rückwärtig), zwei alte Holztüren, Kacheln mit Schmuck               | Lommatzsch       | Dörschnitz         | Bild gesucht    | 51° 13′ 37,6″ N, 13° 18′ 42,4″ O |
| Pfarrhaus Ponickau                                               | Eines der ältesten Gebäude im Ort, schlichter zweigeschossiger massiver Putzbau, ortshistorische Bedeutung Bruchsteinsockel, darauf zweigeschossiger Putzbau, massiv, 3:8 Achsen, Sandsteingewände, Fledermausgaupen, Satteldach, Biberschwanzdeckung             | Thiendorf        | Ponickau           | Bild gesucht    | 51° 20′ 26,6″ N, 13° 46′ 20,5″ O |
| Pfarrhaus Moritzburg                                             | Repräsentatives Gebäude im neobarocken Stil mit Anklängen an den Jugendstil, Architekt: Richard Schleinitz, Dresden, künstlerisch und baugeschichtlich von Bedeutung.                                                                                             | Moritzburg       | Moritzburg         |                 | 51° 9′ 25,1″ N, 13° 40′ 47,2″ O  |
| Pfarrhaus Wendischbora                                           | Ursprünglich Bestandteil eines größeren Pfarrhofes, Gebäude mit Fachwerkobergeschoss, charakteristisches dörfliches Anwesen, als Beispiel ländlicher Architektur und Volksbauweise seiner Zeit baugeschichtlich bedeutend                                         | Nossen           | Wendischbora       | Bild gesucht    | 51° 4′ 43,8″ N, 13° 20′ 27,6″ O  |
| Pfarrhaus Würschnitz                                             | Obergeschoss Fachwerk, mit Rundbogenportal, baugeschichtliche und ortshistorische Bedeutung EG massiv, Obergeschoss Fachwerk, rückwärtig Fachwerk verbrettert, die Giebel Fachwerk, einer verbrettert, Satteldach, Biberschwanzdeckung                            | Thiendorf        | Würschnitz         |                 | 51° 14′ 9,2″ N, 13° 47′ 44,5″ O  |
| Pfarrhaus der Trinitatiskirchgemeinde Riesa                      | Wuchtig wirkender neoromanischer Bau axial gegenüber der Kirche, Sandsteinfassade mit Balkons, baugeschichtlich und künstlerisch von Bedeutung. Vier Geschosse, mächtiges Zwerchhaus, neoromanische Sandsteinfassade, zwei Erker                                  | Riesa            | Riesa              | Bild gesucht    | 51° 18′ 2,8″ N, 13° 18′ 8,1″ O   |
| Pfarrhaus Lommatzsch                                             | Schlichter Barockbau, markanter Torbogen mit Schlussstein, platzbildprägende Lage nahe dem Kirchplatz, ortsgeschichtlich, städtebaulich und baugeschichtlich von Bedeutung. mit Tordurchfahrt und mit Tiefkeller.                                                 | Lommatzsch       | Lommatzsch         | Bild gesucht    | 51° 11′ 48,2″ N, 13° 18′ 28,9″ O |
| Pfarrhaus Großenhain                                             | Markantes Gebäude im Straßenzug, im Kern barock, ortsgeschichtlich von Bedeutung. dreigeschossiger Putzbau um einen Innenhof, Putzgliederung, profiliertes Gurtgesims, Kranzgesims, Innenhof=Gartenhof, hinter dem Gebäude von Natursteinmauern eingefasst        | Großenhain       | Großenhain         |                 | 51° 17′ 33,4″ N, 13° 32′ 0″ O    |
| Pfarrhaus Nossen                                                 | Schlichter barocker Putzbau, gegenüber der Stadtkirche gelegen, baugeschichtlich und ortsgeschichtlich von Bedeutung | Nossen           | Nossen             |                 | 51° 3′ 29,5″ N, 13° 18′ 0,1″ O   |
| Pfarrhaus Coswig                                                 | In den Formen der deutschen Neorenaissance errichtet, Akzentuierung durch Risalit mit Volutengiebeln, baugeschichtlich und ortsgeschichtlich bedeutend, im Hof Anbau des neuen Gemeindezentrums.                                                                  | Coswig (Sachsen) | Coswig             |                 | 51° 7′ 33,5″ N, 13° 34′ 47,6″ O  |
| Pfarrhaus Niederau                                               | Schlichter Putzbau von klassizistischer Wirkung, straßenbildprägende Torpfeiler mit Bekrönungen, baugeschichtlich und ortsgeschichtlich von Bedeutung. Ortsbildprägende Lage, neben dem Kirchhof massives Pfarrgebäude, Sandsteintreppe am Aufgang                | Niederau         | Niederau           | weitere Bilder  | 51° 10′ 38,7″ N, 13° 32′ 38″ O   |
| Pfarrhaus Prausitz                                               | Zweigeschossiger Putzbau mit Segmentbogenportal, weitgehend original erhaltenes Gebäude, ortshistorische Bedeutung. zweigeschossiger Putzbau mit Sandsteinfenstergewänden und mit profilierten Steingewänden Sandstein-Segmentbogentürgewände                     | Hirschstein      | Prausitz           | Bild gesucht    | 51° 15′ 30,5″ N, 13° 18′ 42,1″ O |
| Pfarrhaus Sora                                                   | Erbaut 1755, barockes Bauwerk mit Mansardwalmdach | Klipphausen      | Sora (Klipphausen) |                 | 51° 4′ 44,6″ N, 13° 29′ 57,3″ O  |
| Pfarrhaus Weinböhla                                              | Gründerzeitlicher Putzbau in ortsbildprägender Lage nahe der Kirche, Gesprengegiebel zum Garten, baugeschichtlich und ortsgeschichtlich von Bedeutung, mit Pfarramt im Erdgeschoss.                                                                               | Weinböhla        | Weinböhla          |                 | 51° 9′ 43,4″ N, 13° 33′ 52,6″ O  |
| Pfarrhaus Radeburg                                               | Im Stil des Späthistorismus, Putzbau mit platzbildprägendem Schweifgiebel und repräsentativem Portal. Links geschwungener Giebel, hofseitig Balkons (Zierfachwerk im oberen), in aufwendigem Portal                                                               | Radeburg         | Radeburg           |                 | 51° 12′ 51,5″ N, 13° 43′ 30″ O   |
| Pfarrhaus Strehla                                                | Zweigeschossiges Pfarrhaus mit einem eingeschossigen Gemeindesaal-Anbau, einem weiteren Wohnhaus und Scheune, 18. Jh. | Strehla          | Strehla            |                 | 51° 21′ 12,3″ N, 13° 13′ 26,7″ O |
| Pfarrhaus Bauda                                                  | Putzbau mit Korbbogenportal, ortshistorische Bedeutung, Pfarrhaus ist eines der ältesten Gebäude im Ort. Pfarrhaus: stattlicher zweigeschossiger Putzbau mit Sandsteinfenstergewänden, Korbbogentürgewände aus Sandstein mit Schlussstein                         | Großenhain       | Bauda              | Bild gesucht    | 51° 19′ 34,6″ N, 13° 28′ 14,5″ O |
| Pfarrhaus Krögis                                                 | Pfarrhaus mit Segmentbogenportal und Fachwerk-Obergeschoss mit altertümlicher Fachwerkkonstruktion (Kopfstreben, Thüringer-Leiter-Fachwerk, Docken in den Brüstungsfeldern), Seitengebäude eingeschossiger Massivbau                                              | Käbschütztal     | Krögis             | Bild gesucht    | 51° 7′ 14″ N, 13° 22′ 52,1″ O    |
| Pfarrhof Tanneberg                                               | Alle Gebäude in Fachwerkbauweise, nördliches Seitengebäude eingeschossig mit sehr alter Konstruktion (Kreuzstreben), südliches Seitengebäude mit Kopfstreben-Konstruktion, ehemaliges Pfarrhaus mit Segmentbogenportal                                            | Klipphausen      | Tanneberg          |                 | 51° 3′ 16,3″ N, 13° 24′ 50,7″ O  |
| Pfarrhof Lenz                                                    | Sehr gut erhaltener Dreiseithof mit Fachwerkbauten von seltener Originalität, Pfarrhaus repräsentativer Bau mit reich gestaltetem Fachwerkgiebel (geschweifte Andreaskreuze), sehr alte Fachwerk-Konstruktion                                                     | Priestewitz      | Lenz               | Bild gesucht    | 51° 15′ 2,5″ N, 13° 32′ 51,6″ O  |
| Pfarrhof Zehren                                                  | Stattliches Pfarrhaus mit Fachwerk-Obergeschoss und Segmentbogenportal, Seitengebäude ebenfalls mit Fachwerk-Obergeschoss, ortsbildprägende Lage unmittelbar hinter dem Chor der Kirche                                                                           | Diera-Zehren     | Zehren             |                 | 51° 12′ 0″ N, 13° 24′ 16,3″ O    |
| Pfarrhaus Gröba                                                  | In alter Ortslage Gröba, Pfarrhaus mit schlichter Putzfassade und Korbbogenportal, den alten Ortskern prägendes Gehöft mit geschichtl. Bedeutung. Pfarrhaus um 1750 mit Krüppelwalmdach                                                                           | Riesa            | Gröba              |                 | 51° 19′ 16,9″ N, 13° 17′ 4,3″ O  |
| Pfarrhaus Kötzschenbroda                                         | Altes Pfarrhaus 1824, 1928/29 durch Neubau des Lutherhauses ergänzt, dieses im Innern mit Luthersaal (Zollingerdach) | Radebeul         | Altkötzschenbroda  | weitere Bilder  | 51° 6′ 14,2″ N, 13° 38′ 0,5″ O   |
| Pfarrhof Raußlitz                                                | Pfarrhaus und Seitengebäude Obergeschoss Fachwerk. Zum Pfarrhof gehörige Scheune nicht mehr vorhanden, Pfarrhaus Stuck im Eingangsbereich, Wirtschaftsgebäude mit Taubenschlag                                                                                    | Nossen           | Raußlitz           | Bild gesucht    | 51° 6′ 35,2″ N, 13° 18′ 56,2″ O  |
| Pfarrhaus Zeithain                                               | Schlichter Putzbau, Krüppelwalmdach mit Fledermausgaupen, unmittelbar am Kirchhof gelegen, ortshistorisch bedeutend. Zweigeschossiger Putzbau, Wandöffnungsverhältnis und originale Fenstergröße erhalten, Sandsteingewände, Krüppelwalmdach                      | Zeithain         | Zeithain           |                 | 51° 19′ 59,1″ N, 13° 20′ 14,4″ O |
| Pfarrhof Brockwitz                                               | Markantes barockes Anwesen mit hohem Mansarddach und hervorgehobenem Portal, ursprünglich Pfarrgut mit Scheune, vergleichsweise repräsentativ gestaltetes Pfarrhaus, baugeschichtlich und ortsgeschichtlich sowie künstlerisch bedeutend                          | Coswig           | Brockwitz          | weitere Bilder  | 51° 7′ 54,2″ N, 13° 32′ 28,6″ O  |
| Pfarrhof Burkhardswalde                                          | Pfarrhaus: schlichter Putzbau mit Krüppelwalmdach und Fledermausgaupen, alle weiteren Gebäude mit Fachwerk, Wohnstallhaus Obergeschoss Fachwerk mit altertümlicher Konstruktion (K-Streben, Wilde-Mann-Figur), alte Fachwerk-Scheune mit Kreuzstreben             | Klipphausen      | Burkhardswalde     |                 | 51° 4′ 23,7″ N, 13° 25′ 52,3″ O  |
| Pfarrhof Naunhof (Ebersbach)                                     | Massives Pfarrhaus mit Krüppelwalmdach und zwei Fledermausgaupen, Segmentbogenportal, Seitengebäude mit Fachwerk-Obergeschoss, Fachwerk-Scheunen, schönes Ensemble von bau- und ortsgeschichtlichem Interesse. Pfarrhaus (Nummer 19)                              | Ebersbach        | Naunhof            |                 | 51° 13′ 1″ N, 13° 37′ 36,3″ O    |
| Pfarrhof Weistropp                                               | Alle Gebäude mit Fachwerk, Torhaus mit altertümlicher Fachwerkkonstruktion (Kopf- und K-Streben), ortsbildprägendes Ensemble, baugeschichtlich und ortsgeschichtlich von Bedeutung. Pfarrhof: (vgl. Gurlitt/Dehio), alte Pfarre: Fachwerk/massiv                  | Klipphausen      | Weistropp          | weitere Bilder  | 51° 5′ 13,5″ N, 13° 35′ 3,4″ O   |
| Pfarrhof Skassa                                                  | Pfarrhaus zweigeschossiger Putzbau mit Krüppelwalmdach, ortshistorische Bedeutung. Pfarrhaus: zweigeschossiger Putzbau mit profilierten Steingewänden, Segmentbogentüreinfassung, Krüppelwalmdach, Seitengebäude: zweigeschossiger Putzbau                        | Großenhain       | Skassa             | Bild gesucht    | 51° 17′ 20,7″ N, 13° 28′ 33,7″ O |
| Pfarrhof Pausitz                                                 | Geschlossener und original erhaltener Pfarrhof in alter Ortslage Pausitz, in städtebaulich außerordentlich bedeutsamer Ecklage zur Leipziger Straße, massives Pfarrhaus mit Segmentbogenportal, Seitengebäude in Fachwerkbauweise                                 | Riesa            | Riesa              | Bild gesucht BW | 51° 17′ 15,9″ N, 13° 17′ 18,9″ O |
| Pfarrhof Gröbern                                                 | Weitgehend geschlossen erhaltener Pfarrhof, Pfarrhaus ein Massivbau mit Krüppelwalmdach und klassizistischem Türportal, Wohnstallhaus (Seitengebäude) mit Fachwerk-Obergeschoss und Segmentbogenportalen                                                          | Niederau         | Gröbern            |                 | 51° 11′ 12,7″ N, 13° 31′ 30″ O   |
| Pfarrhof Lampertswalde                                           | Pfarrhaus mit verbrettertem Fachwerk-Obergeschoss, Seitengebäude in Fachwerkbauweise, weitgehend original erhaltenes Hofensemble von baugeschichtlicher und ortshistorischer Bedeutung. Hoher Sockel mit angeschrägter Stützmauer, Erdgeschoss massiv             | Lampertswalde    | Lampertswalde      |                 | 51° 18′ 54,8″ N, 13° 40′ 20,3″ O |
| Pfarrhof Merschwitz                                              | Pfarrhaus im Heimatstil der 1920er Jahre, älteres Seitengebäude verputzter Massivbau, ortsgeschichtlich von Bedeutung Pfarrhaus: zweigeschossiger Putzbau, Satteldach mit Fledermausgaupen, Biberschwanz-Kronendeckung, Eingangsbereich aus Rundbogen             | Nünchritz        | Merschwitz         | Bild gesucht    | 51° 15′ 52,5″ N, 13° 24′ 22,6″ O |
| Pfarrhof Sacka                                                   | Markant in Ortslage, Pfarrhaus im Heimatstil, ortshistorische Bedeutung Pfarrhaus: eingeschossiger massiver Putzbau mit Terrasse, im Innern originales Türfutter mit Bekleidung und Lampen, Satteldach mit Dachausbau, Seitengebäude: eingeschossiger Putzbau     | Thiendorf        | Sacka              |                 | 51° 16′ 41,3″ N, 13° 47′ 38″ O   |
| Pfarrhof Staucha, Wohnstallhaus (ohne Anbauten) eines Pfarrhofes | Ein charakteristisches Zeugnis der historischen Ortsstruktur, baugeschichtlich und ortsgeschichtlich von Bedeutung. Im Erdgeschoss massiv, Sandsteinfenstergewände, drei stichbogige Türen mit Schlusssteinen aus Sandstein, der mittlere bezeichnet              | Stauchitz        | Staucha            |                 | 51° 13′ 22,5″ N, 13° 13′ 20,7″ O |

## Begräbnisorte
| Artikel                                   | Beschreibung | Gemeinde    | Ort                  | Bild           | Koordinaten                  |
| ----------------------------------------- | --- | ----------- | -------------------- | -------------- | ---------------------------- |
| Kirchhof (Kötzschenbroda)                 | 1273 ersterwähnter Kirchhof, Einfriedung und Grabmal von Richard Steche. Der Kirchhof der 1273 ersterwähnten Kirche zu Kötzschenbroda war ursprünglich alleiniger Begräbnisort der Parochie Kötzschenbroda. 1723 letztmals erweitert und 1884/85 mit dem Umbau der Kirche offiziell geschlossen. | Radebeul    | Kötzschenbroda       |                | 51° 6′ 14″ N, 13° 38′ 3″ O   |
| Alter Friedhof (Kötzschenbroda)           | 1602 ersterwähnter Friedhof mit Diakonissengräbern. Der vor 1566 als Pestfriedhof angelegte zweite Friedhof auf Kötzschenbrodaer Flur blieb auch später in Benutzung. | Radebeul    | Kötzschenbroda       |                | 51° 6′ 15″ N, 13° 38′ 21″ O  |
| Friedhof Naundorf-Zitzschewig             | 1907/08 angelegter Friedhof mit Einfriedungsmauer und evangelischer Kapelle der Friedenskirchgemeinde für Naundorf und Zitzschewig. Baumeister: Woldemar Kandler (Entwurf), Gebrüder Große (Bau).                                                                                                | Radebeul    | Naundorf-Zitzschewig |                | 51° 7′ 0″ N, 13° 36′ 41″ O   |
| Friedhof Radebeul-Ost                     | 1890 angelegter Friedhof mit alter und neuer Feierhalle und Einfriedungsmauer, mit Grufthaus Karl Mays (1903), Jugendstilgruft, Grabmal Doerstling und Beckert | Radebeul    | Radebeul-Ost         |                | 51° 5′ 55″ N, 13° 40′ 3″ O   |
| Friedhof Radebeul-West                    | 1873 angelegter Friedhof mit Kapelle, Kapellenanbau, Grabanlagen und Einfriedungsmauer. | Radebeul    | Radebeul-West        |                | 51° 6′ 12″ N, 13° 38′ 33″ O  |
| Hügelgräber von Gävenitz                  | Ca. 3000 Jahre alte Grabstätte mit zwei Hügelgräbern | Priestewitz | Gävenitz             | weitere Bilder | 51° 13′ 27″ N, 13° 30′ 20″ O |
| Steinkreuz und Gefallenendenkmal Niederau | Kriegerdenkmal – ortsgeschichtlich von Bedeutung, Steinkreuz anlässlich des Todes eines Menschen durch Totschlag oder Unfall errichtetes Erinnerungsmal, so genanntes Mord- und Sühnekreuz | Niederau    | Niederau             |                | 51° 10′ 39″ N, 13° 32′ 38″ O |

 ∑ 205 Einträge